# Brabanter Gotik

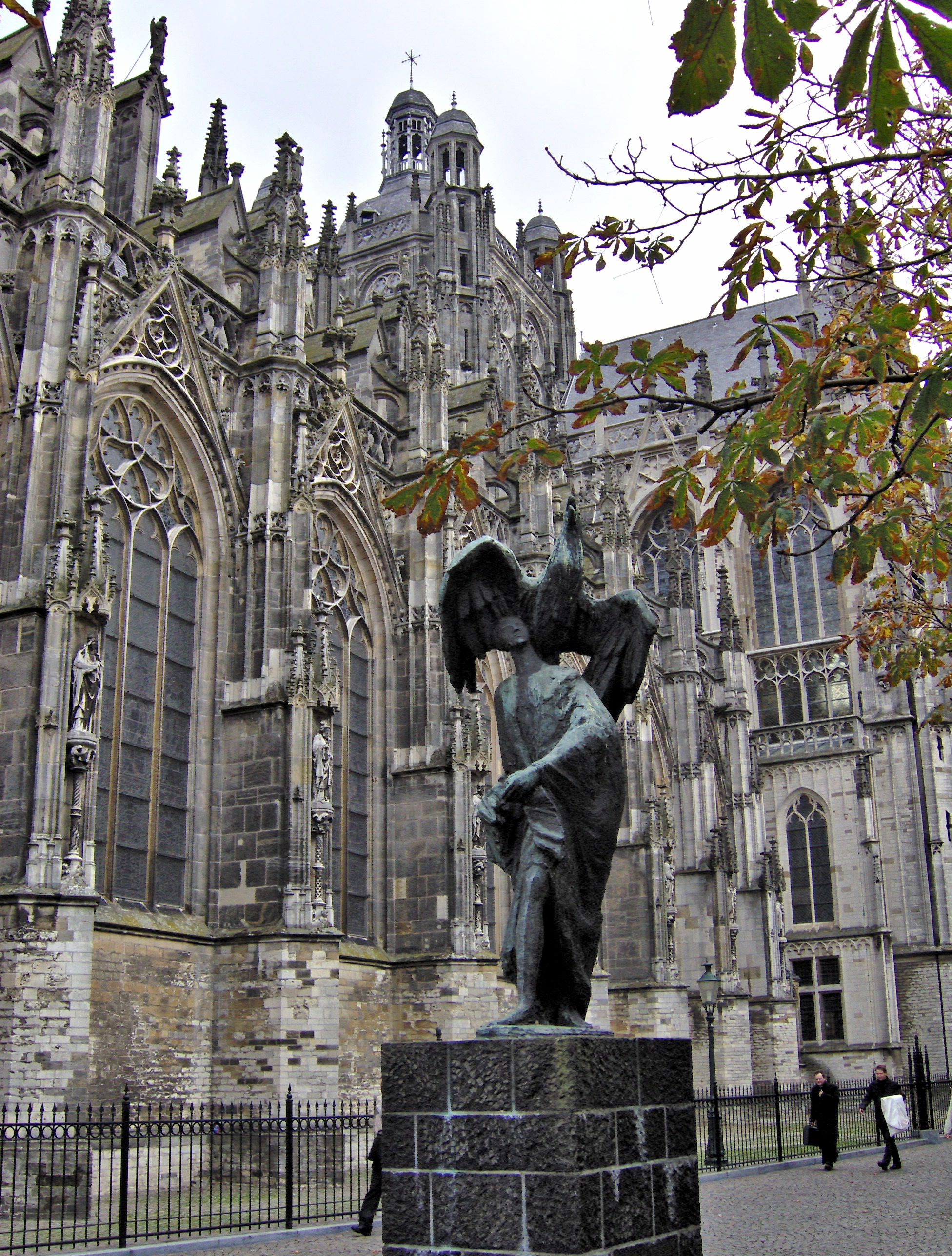
Die Sint Janskathedraal in ’s-Hertogenbosch

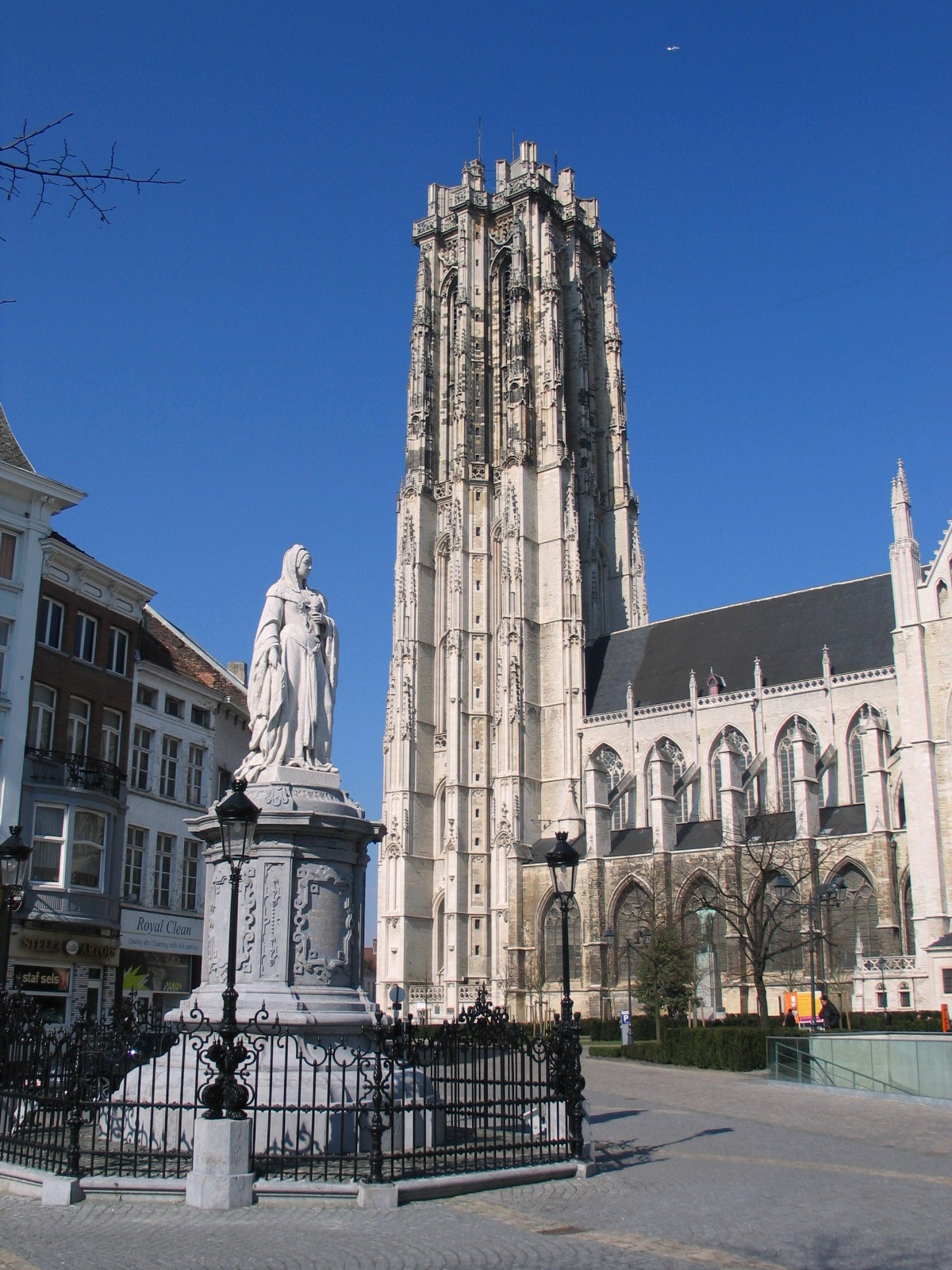
Die St. Romboutskathedrale in Mechelen

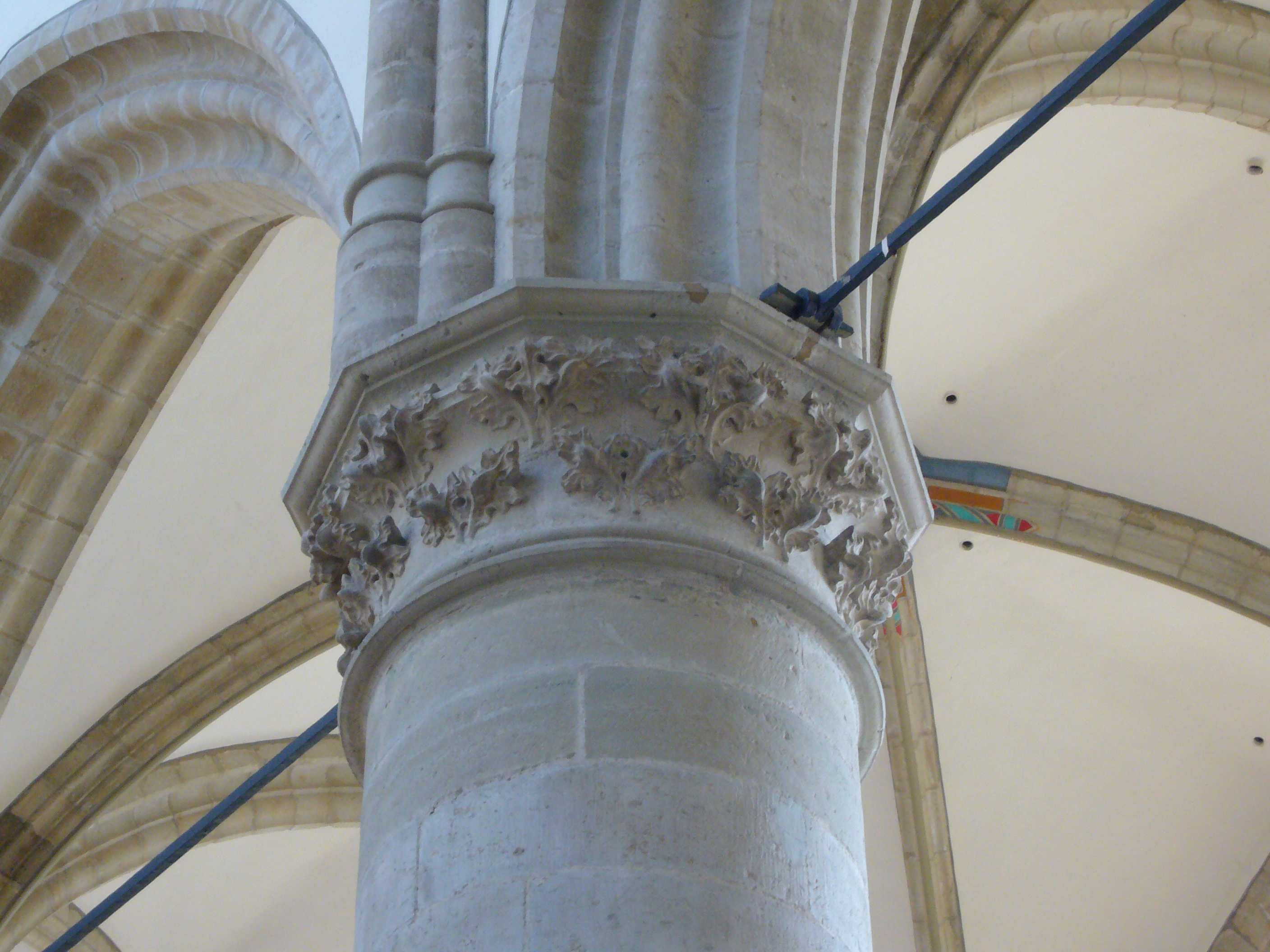
Kohlblattkapitell an einem Rundpfeiler im Schiff der Grote Kerk von Dordrecht

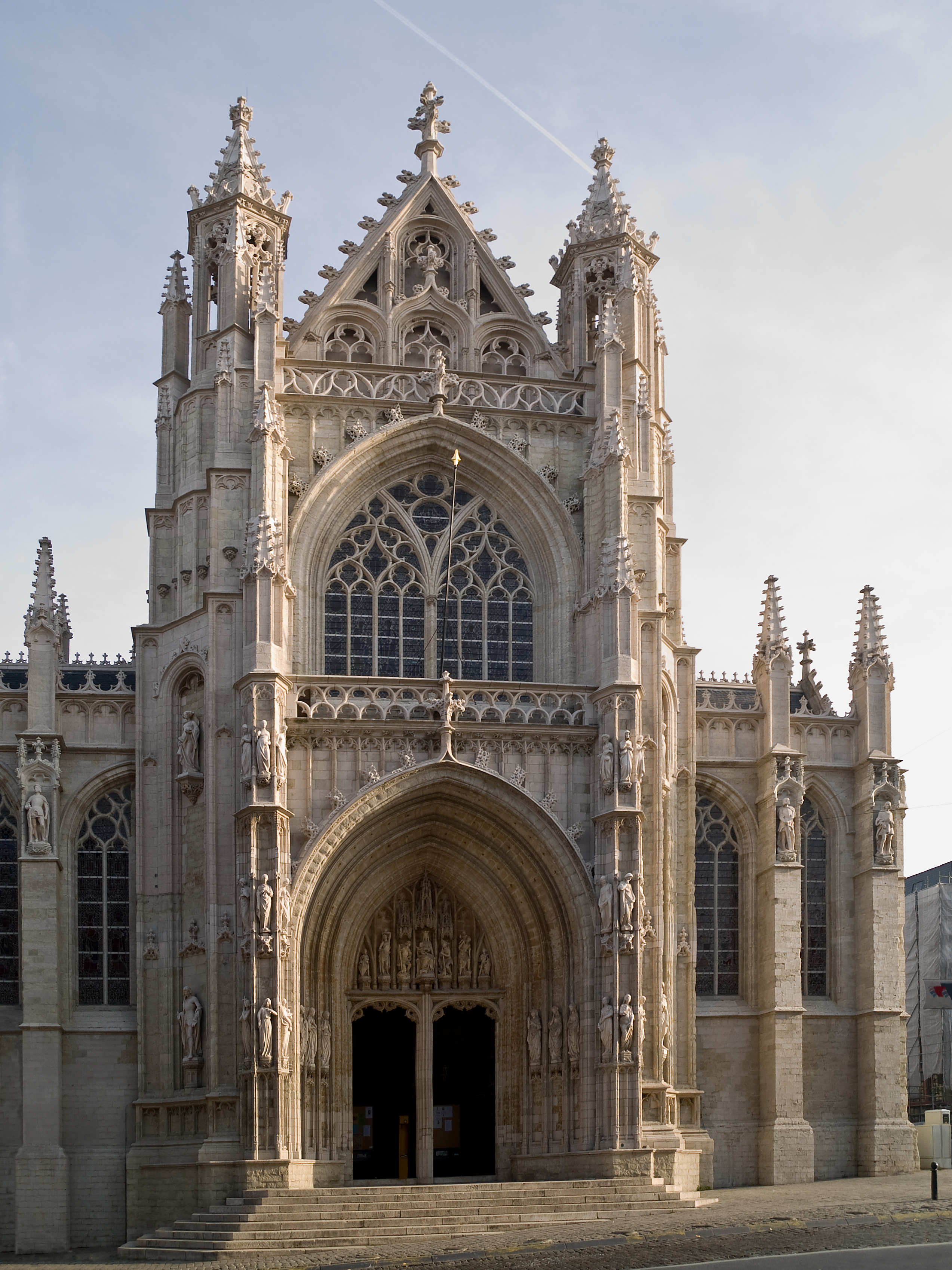
Onze-Lieve-Vrouw ten Zavel in Brussel

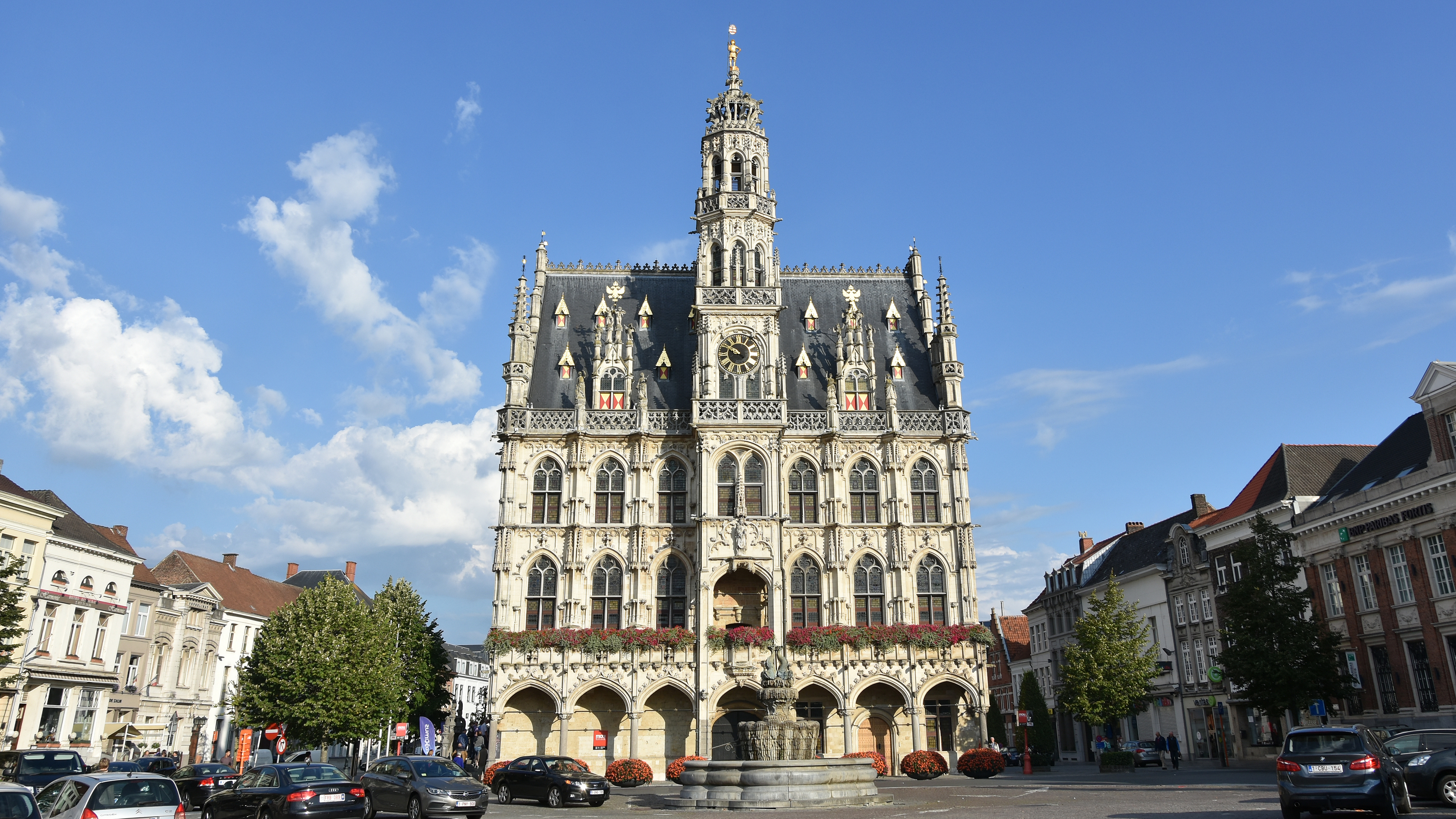
Rathaus von Oudenaarde

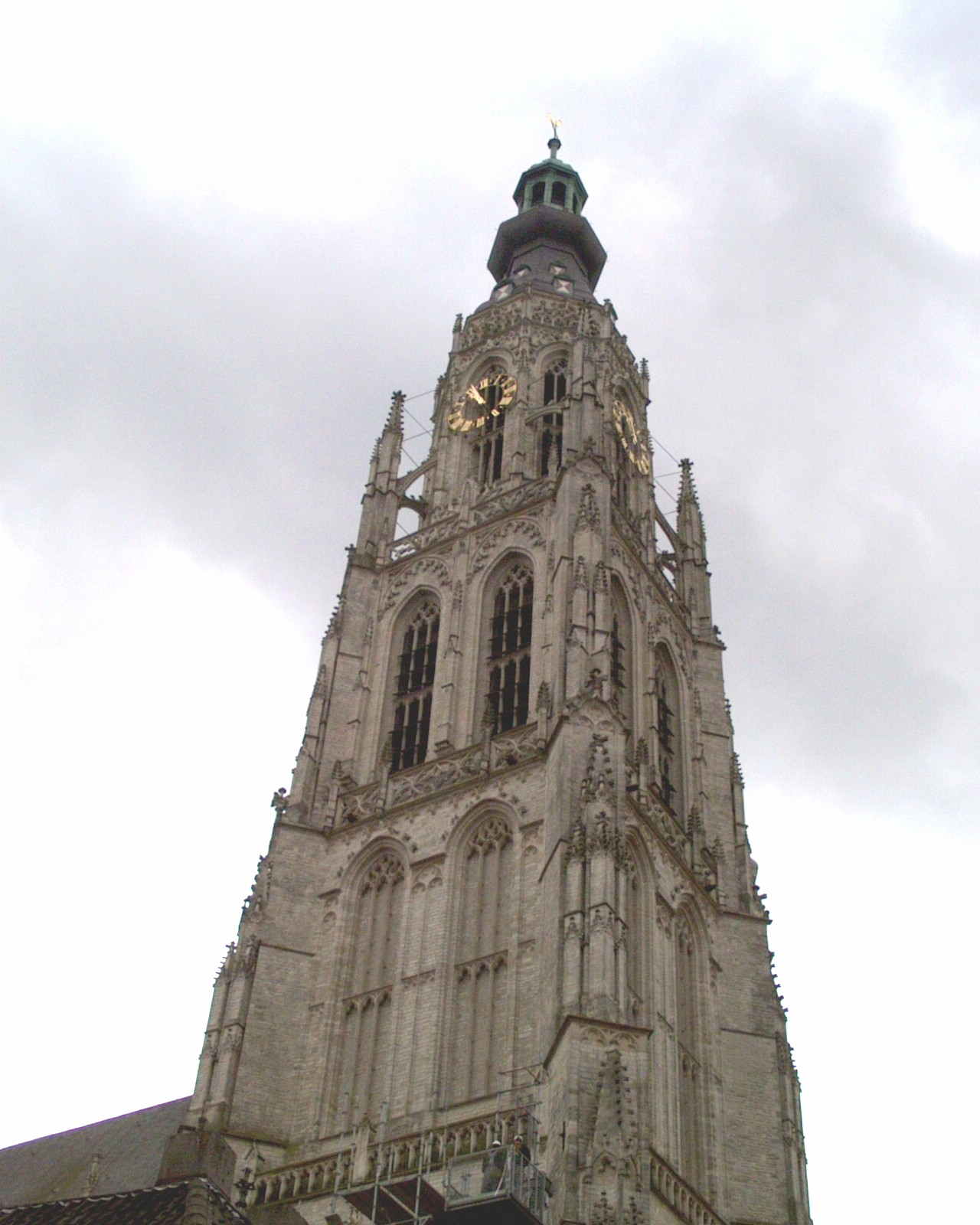
Der Turm der Grote of Onze-Lieve-Vrouwekerk in Breda

Die Brabanter Gotik (niederländisch Brabantse gotiek) ist eine wichtige Variante der gotischen Architektur in den Niederlanden und Belgien. Sie entstand um 1300 in der Stadt Mechelen (St.-Rombout-Kathedrale) und verbreitete sich dank bedeutender Baumeister wie Everaert Spoorwater und den Familien Keldermans und De Waghemaker auch in den anderen großen Städten des Herzogtums Brabant und darüber hinaus. Varianten der Brabanter Gotik sind die Demergotik und die Kempener Gotik.

## Merkmale
Der Stil der Brabanter Gotik entstand mit dem Herzogtum Brabant und verbreitete sich in den burgundischen Regionen. Der architektonische Stil geht auf die klassische französische Gotik zurück, die beim Bau von Kirchen wie der Kathedrale von Amiens und der Kathedrale von Reims angewandt wurde. Der Grundriss der Kirchengebäude in Brabant war weitgehend gleich: Es handelte sich um große kreuzförmige Kirchen mit Seitenschiffen und einem Umgang und einem dreiteiligen Aufbau des Kirchenschiffs (Obergaden, Triforium, Arkade). Die Abmessungen waren jedoch bescheidener, und vor allem die Schlankheit und der Reichtum der französischen Beispiele wurden nicht erreicht.
Die Brabanter Gotik ist kein völlig einheitlicher Stil. Es zeichnet sich durch die Verwendung von hell getöntem Naturstein (Ledesandstein) und reiche Details aus. In Kirchen werden in der Regel runde Säulen mit Kapitellen aus Kohlblättern verwendet. Von diesen gehen die Dienste oft ununterbrochen in die Gewölberippen über. Das Triforium und die Fenster des Kirchenschiffs gehen oft ineinander über, wobei die Fenster die ganze Jochbreite einnehmen. Ein Umgang mit Kapellenkranz ist Teil des Entwurfs (in Breda wurde er jedoch später hinzugefügt). In der Regel wurde nur ein Westturm gebaut (Ausnahmen in Brüssel und Antwerpen). Die Gestaltung des Chors der Kirche St. Gummarus (Lier) ist eine Nachbildung des Chors in Mechelen.
Ein anderer Typus entstand mit der Kathedrale von Antwerpen: Dort wurden keine runden Säulen mit Kohlblattkapitellen verwendet, sondern profilierte Bündelpfeiler, die sich ohne Unterbrechung in den Gewölberippen fortsetzen. Außerdem sind die Rippen zwischen Kirchenschiff und Seitenschiffen außergewöhnlich breit und das Triforium wurde weggelassen. Stattdessen befindet sich oberhalb der diagonalen Bögen ein Streifen aus Maßwerk. Dieser Typ wurde in den anderen großen Stadtkirchen in Antwerpen (St. Jakob und St. Paul), der Sint-Martinuskerk in Aalst und der Kirche St. Michael in Gent, rezipiert. Auch die Kirchen in ’s-Hertogenbosch und Löwen haben Bündelpfeiler.
Die Brabanter Gotik wurde auch beim Bau von Rathäusern verwendet. Sie wurden in Form großer Reliquienschreine mit Ecktürmchen und oft mit einem Glockenturm gebaut. Das Äußere ist meist üppig verziert.
Einige regionale Varianten sind die Demergotik und die Kempener Gotik.

## Beispiele

### Kirchengebäude
- Sulpitiuskirche in Diest, aus dem Jahr 1321 von Pierre de Savoye
- Kathedrale St. Rombout in Mechelen, Chor aus dem Jahr 1335, wahrscheinlich von Jean d’Oisy
- Liebfrauenkirche in Mechelen, Langhaus im Wesentlichen 1450 bis 1480, Chor nach 1500
- Liebfrauenkirche in Aarschot, aus dem Jahr 1337 von Jacob Piccart
- Basilika St. Martin in Halle, aus dem Jahr 1341
- Kathedrale Unserer Lieben Frau in Antwerpen, aus dem Jahr 1352
- Kirche Unserer Lieben Frau in Tienen, aus dem Jahr 1358 von Jean d’Oisy
- Die St.-Johannes-Kathedrale in ’s-Hertogenbosch aus der Zeit um 1370, der Höhepunkt der brabantischen Gotik in den Niederlanden
- St. Gummarus-Kirche in Lier, aus dem Jahr 1378
- St. Peter in Leuven, aus der Zeit um 1400
- Grote oder Onze-Lieve-Vrouwekerk in Breda, aus dem Jahr 1410
- Kathedrale von St. Michael und St. Gudula in Brüssel
- St. Martinskirche in Aalst
- St.-Michael-Kirche in Gent
- St. Willibrordusbasilika in Hulst
- St.-Lambertus-Kirche in Nederweert
- St. Waltrudis-Kirche in Bergen

### Weltliche Gebäude
- Rathaus in Brüssel
- Rathaus in Damme
- Rathaus von Oudenaarde
- Rathaus von Leuven
- Markiezenhof in Bergen op Zoom

### Landkreise Holland und Zeeland
Viele Kirchen in den ehemaligen Grafschaften Holland und Zeeland wurden in einem Stil gebaut, der manchmal fälschlicherweise als niederländische und seeländische Gotik bezeichnet wird. Auch hier handelt es sich um brabantische Gotik mit den notwendigen Zugeständnissen an die örtlichen Gegebenheiten. So wurde beispielsweise (außer in Dordrecht) wegen des sumpfigen Bodens auf steinerne Gewölbe und die dafür erforderlichen Strebebögen verzichtet. Everaert Spoorwater spielte eine wichtige Rolle bei der Verbreitung der Brabanter Gotik in Holland und Zeeland. Dabei perfektionierte er eine Methode, bei der für große Bauwerke ein Plan erstellt wurde, auf dessen Grundlage fast alle Natursteinkomponenten bei belgischen Steinbrüchen bestellt werden konnten, so dass sie vor Ort nur noch eingebaut werden mussten. Dadurch wurde sichergestellt, dass kein privater Schuppen auf der Baustelle benötigt wurde und die Arbeiten ohne die ständige Anwesenheit des Baumeisters durchgeführt werden konnten.
Wichtige Kirchen in dieser Gruppe sind:
- Grote oder Onze-Lieve-Vrouwekerk in Dordrecht
- Grote oder Sint-Laurenskerk in Alkmaar
- Große oder Sankt-Laurens-Kirche in Rotterdam
- Große oder St.-Bavo-Kirche in Haarlem
- Turm des St. Lievensmünsters in Zierikzee

Das Rathaus in Gouda und das Rathaus in Middelburg in Zeeland sind weltliche Beispiele. ’s-Hertogenbosch hatte auch ein brabantisch-gotisches Rathaus. Nach der Belagerung von ’s-Hertogenbosch im Jahr 1629 wurde die Stadt von Truppen der protestantischen Republik der Sieben Vereinigten Niederlande besetzt. Das Rathaus erhielt daraufhin ein neues Aussehen.

## Architekten
Zu den bedeutenden Baumeistern der brabantischen Gotik gehören:
- Jean d’Oisy
- Jacob van Tienen
- Hendrik von Gobertingen
- Sulpitius van Vorst
- Matthijs de Layens
- Everaert Spoorwater
- Gillis Joos
- Willem de Vogel
- Hendrik de Mol
- Jan van Ruysbroeck
- Familie Keldermans
- Herman de Waghemakere
- Domien de Waghemakere
- Heinrich von Pede
- Ludwig von Bodegem
- Pieter van Wyenhove